# 10033 Bodewits
10033 Bodewits este o planetă minoră (asteroid), cu un diametru de 8,298 km, din centura de asteroizi. A fost descoperită pe 24 octombrie 1981 la Observatorul Palomar de Schelte J. Bus și a fost numită după Dennis Bodewits⁠(d). 
Obiectul prezintă o orbită caracterizată de o semiaxă mare de 3,024971 UAi, o excentricitate de 0,07, o înclinație de 11,14834 ° în raport cu ecliptica.